# グリーグホール
グリーグ・ホール (英語: Grieg hallen) は、ノルウェーのベルゲンにあるホール。

## 沿革・概要
客席は1500席ある。1978年のベルゲン国際芸術祭初日にこけら落としした。ベルゲン・フィルハーモニー管弦楽団の本拠地でもある。1986年のユーロビジョン・ソング・コンテストやノルウェー・ブラスバンド選手権の会場でもある。
名称でもあるグリーグはベルゲン出身の作曲家エドヴァルド・グリーグから由来されている。彼は1880年から1882年までベルゲン・フィルの音楽監督を務めた。